# Battaglia di Tolbiac

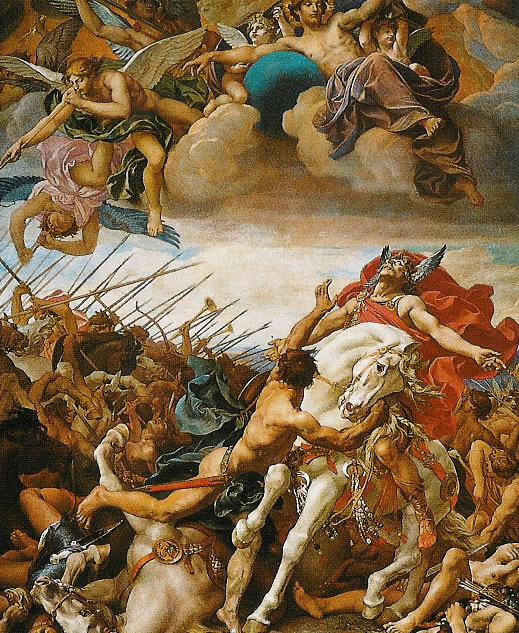
Battaglia di Tolbiac. Affresco al Pantheon (Parigi) di Paul-Joseph Blanc, c. 1881.

La battaglia di Tolbiac venne combattuta tra i Franchi, comandati da Clodoveo I e gli Alemanni il cui capo non è noto. La data della battaglia viene tradizionalmente indicata nell'anno 496, anche se alcune cronache suggeriscono che possa essersi disputata prima, negli anni 480 o nei primi anni 490 o ancora dopo nel 506. Il sito di "Tolbiac", o "Tolbiacum", viene normalmente individuato come Zülpich,  Renania Settentrionale-Vestfalia, circa a 60 km ad est dell'attuale frontiera tra Germania e Belgio. I Franchi vinsero la battaglia e stabilirono il loro dominio sugli Alemanni.

## Antefatto
I Franchi erano due popoli vicini e alleati: i Franchi Sali, il cui re era Clodoveo, e i Franchi Ripuari, la cui capitale era Colonia e il loro re era Sigiberto lo Zoppo. Al confine con il regno di Sigiberto vivevano gli Alemanni, una confederazione di tribù germaniche. Incidenti di confine, saccheggi e incursioni punitive si moltiplicarono tra gli Alemanni e i Franchi Ripuari, ma nel 496 Sigiberto subì una vera invasione e chiese aiuto a Clodoveo. Questi rispose favorevolmente al suo alleato e approntò un esercito. È generalmente accettato che, difendendo Tolbiac, Sigeberto e il suo esercito abbiano subito pesanti perdite.

## La battaglia
Poco si conosce della battaglia, oltre al fatto che i Franchi Ripuari furono probabilmente di nessun aiuto dopo la prima battaglia. Clodoveo vide i suoi soldati uccisi e capì che la situazione gli stava sfuggendo dalle mani. Commosso fino alle lacrime, invocò il Dio di sua moglie Clotilde, il Dio che lei gli aveva predicato dal loro matrimonio nel 493, chiedendo il suo aiuto.
Gregorio di Tours inserì la preghiera di Clodoveo nel capitolo II della sua Storia dei Franchi: "O Gesù Cristo, tu che come dice Clotilde sei il figlio del Dio vivente, tu che soccorri coloro che sono in pericolo e dai la vittoria a quelli che sperano in Te, io cerco la gloria della devozione con il tuo aiuto: se mi darai la vittoria su questi nemici, e se proverò i miracoli che le persone impegnate nel tuo nome dicono di aver avuto, io crederò in te e sarò battezzato nel tuo nome. Gli dei che adoro non sono riusciti ad aiutarmi, il che mi fa credere che non siano dotati di alcun potere e che non vengano in aiuto di quelli che li venerano. È per te che piango ora, voglio credere in te se solo io possa essere salvato dalle azioni dei miei avversari". A queste parole, gli Alemanni iniziarono a fuggire, poiché il loro capo era stato ucciso con un'ascia e i Franchi sottomisero o uccisero i restanti Alemanni.

## Il racconto di Gregorio di Tours
Gregorio di Tours fu il primo ad aver menzionato l'elemento che plasmò le successive interpretazioni di Tolbiac come un punto culminante nella storia europea: Clodoveo avrebbe attribuito il suo successo a un voto che aveva fatto: se avesse vinto, si sarebbe convertito alla religione del Cristianesimo, del Dio che lo aveva aiutato. Divenne pertanto un cristiano in una cerimonia a Reims nel Natale del 496. La data che tradizionalmente viene attribuita alla battaglia di Tolbiac è stata collegata in concomitanza con il battesimo di Clodoveo, accettando il racconto di Gregorio. In una lettera giunta a noi, Avito di Vienna si congratula con Clodoveo per il suo battesimo, ma non fa menzione della supposta recente conversione sul campo di battaglia.
Nella sua Historia Francorum II.30-31 Gregorio fa un parallelo con la conversione di Costantino il Grande prima della Battaglia di Ponte Milvio:
(Gregorio Magno Historiarum Francorum libri X - Liber II)

## Conseguenze
Gli Alemanni abbandonarono il Basso Reno lasciandolo in mano dei Franchi Ripuari. Clodoveo, che ne approfittò parzialmente, consentì al suo alleato di mantenere il territorio. Clodoveo, in seguito, fece affidamento sull'assistenza di Sigiberto durante la conquista della parte settentrionale del regno dei Visigoti.
Altra conseguenza fu la conversione di Clodoveo al  Cattolicesimo, dopo un lungo periodo di riflessione (la maggior parte degli storici credono che la sua conversione sia avvenuta tra il 498 e il 499), che lo portò a sostenere i vicini cristiani, insieme al clero influente. Inoltre, permise a Clodoveo di intraprendere conquiste e crociate per cristianizzare i suoi nuovi territori e sradicare l'arianesimo, considerato un movimento eretico dal clero.

## Data
La data tradizionalmente indicata per la battaglia è il 496, contestata da Augustine Van de Vyver, che rivide la cronologia e pose la battaglia nel 506. Questa fu ampiamente discussa e poi seguita in molti resoconti moderni. La data del 506 segue anche la cronologia di Gregorio, che pone la morte del padre di Clodoveo, Childerico I, intorno alla stessa data di quella di san Perpetuo, che morì nel 491. Quindi 15 dopo il 491 sarebbe il 506. La lapide di Childerico contiene una moneta dell'Imperatore Zenone, che morì nel 491.